# Ctenitis subconnexa
Ctenitis subconnexa är en träjonväxtart som först beskrevs av Christ, och fick sitt nu gällande namn av Holtt. Ctenitis subconnexa ingår i släktet Ctenitis och familjen Dryopteridaceae. Utöver nominatformen finns också underarten C. s. alstonii.